# José María Sobral

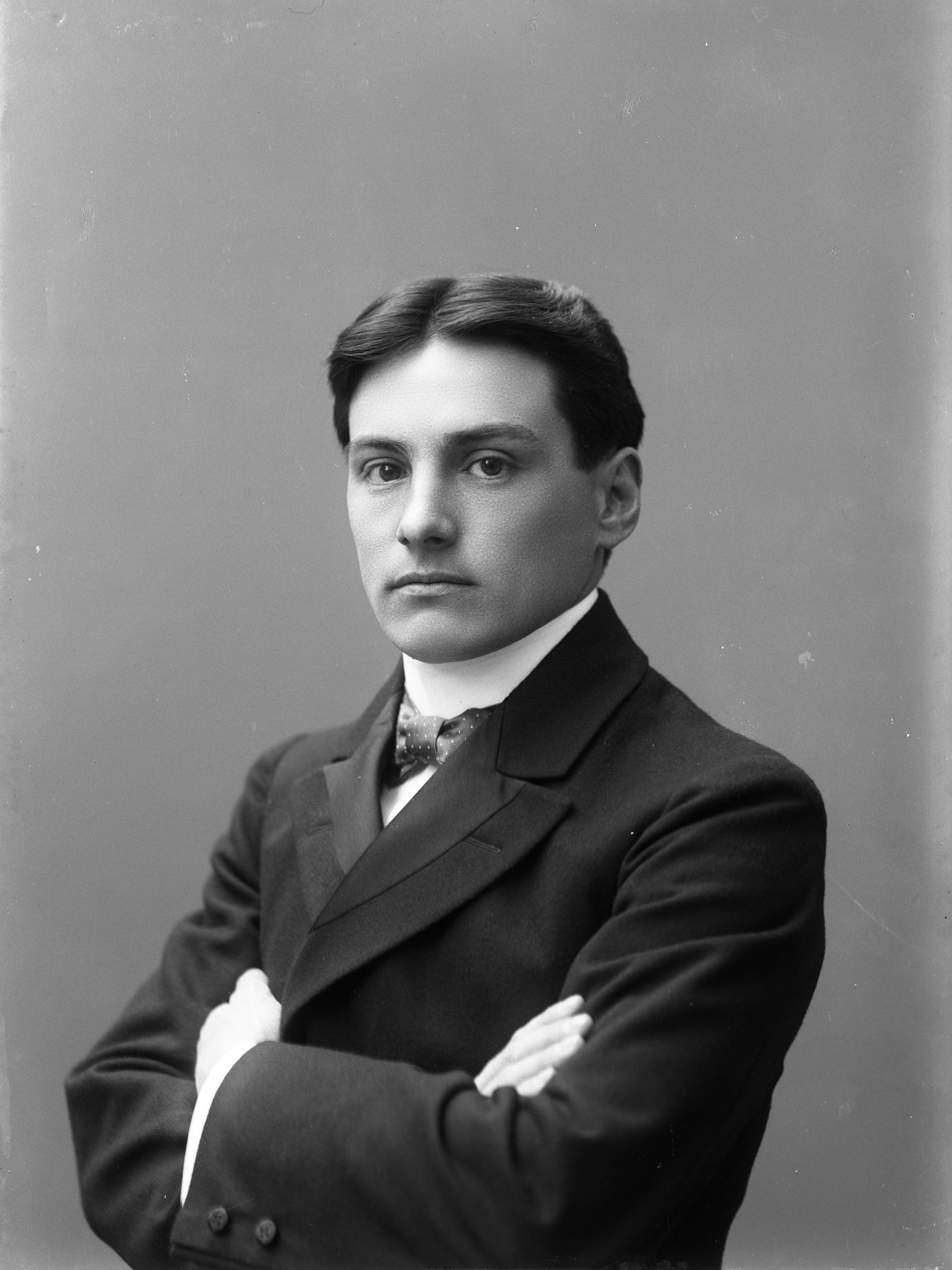
José María Sobral (Uppsala, 1905)

José María Sobral (* 14. April 1880 in Gualeguaychú, Provinz Entre Ríos, Argentinien; † 14. April 1961 in Buenos Aires) war ein argentinischer Marineoffizier, Geologe, Polarforscher und Konsul. Er nahm an der Schwedischen Antarktisexpedition (1901–1903) teil und war der erste Argentinier mit Universitätsabschluss und Doktortitel in Geologie.

## Leben

### Frühe Jahre
José María Sobral entstammte einer wohlhabenden Familie baskischer Herkunft. Er war der älteste Sohn des Notars Enrique Sobral und dessen Ehefrau Maria Luisa Iturrioz. Im Alter von 14 Jahren trat er in die Marinemilitärschule in Palermo, Buenos Aires, ein. Im August 1898 verließ er die Schule als Guardiamarina und begann seinen Dienst auf dem Panzerkreuzer ARA San Martín. Drei Monate später wurde er zu seiner weiteren Ausbildung mit der Fregatte Presidente Sarmiento auf eine Weltumseglung geschickt und kehrte erst am 30. September 1900 zurück. Im Oktober des Jahres wurde er zum Alférez de fragata befördert. Sobral war kurz auf dem Torpedoboot ARA Espora und auf dem Leichten Kreuzer ARA Patria stationiert, bevor er mit der ARA Tehuelche zu hydrographischen Arbeiten nach Puerto Santa Cruz segelte. Im Sommer 1901 war er wieder auf der Patria, bevor er auf den Panzerkreuzer ARA General Belgrano versetzt wurde. Mitte Oktober brach er sich bei einem Unfall den Fuß, weshalb er bis Ende November im Militärkrankenhaus behandelt wurde.

### Die Schwedische Antarktisexpedition 1901–1903

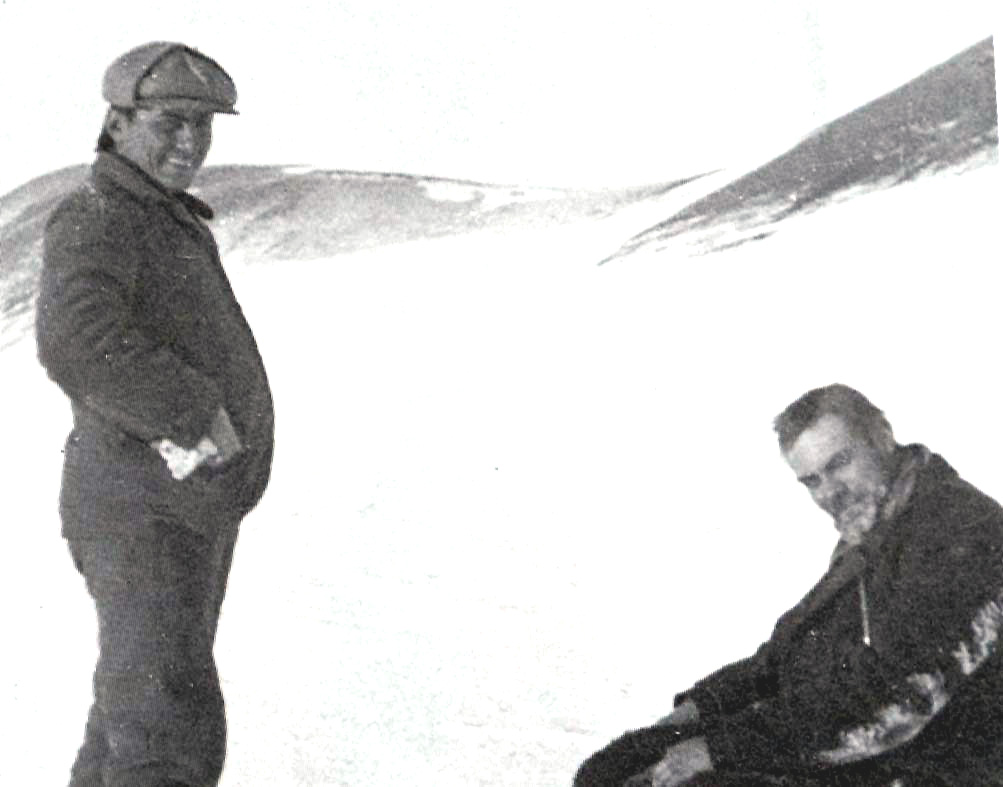
Sobral (links) mit Otto Nordenskjöld

Der 6. Internationale Geographische Kongress hatte 1895 in London beschlossen, bis zum Ende des 19. Jahrhunderts die noch wenig bekannte Antarktis zu erforschen.  Bis 1900 hatten lediglich die Belgica-Expedition unter Leitung von Adrien de Gerlache de Gomery und die Southern-Cross-Expedition unter Leitung von Carsten Egeberg Borchgrevink stattgefunden. Im Oktober 1901 verließ die Expedition des schwedischen Geologen Otto Nordenskjöld mit dem betagten Walfangschiff Antarctic den Hafen von Göteborg in Richtung Antarktis. Wegen mangelnder Unterstützung durch private Sponsoren oder den schwedischen Staat hatte er sich hoch verschuldet. Die argentinische Regierung unterstützte seine Expedition durch die Bereitstellung von Kohle und Lebensmitteln und richtete auf den Islas Año Nuevo ein magnetisches und meteorologisches Observatorium ein. Im Gegenzug erklärte Nordenskjöld sich bereit, einen Argentinier mit in die Antarktis zunehmen. In einem Gespräch konnte Sobral Nordenskjöld davon überzeugen, dass er für die Aufgabe geeignet war. Am 20. Dezember 1901 ging er an Bord. Sobral gehörte zur sechsköpfigen Überwinterungsmannschaft, die von der Antarctic auf Snow Hill Island abgesetzt wurde. Er teilte sich eine Schlafkammer mit Nordenskjöld. Seine Aufgaben waren breit gestreut. Vor allem assistierte er Gösta Bodman bei den meteorologischen und geomagnetischen Beobachtungen – die Instrumente mussten stündlich abgelesen werden. Er begleitete auch Nordenskjöld auf mehrtägigen Touren mit dem Hundeschlitten und nahm dabei Positionsbestimmungen und Wetterbeobachtungen vor. Die Haupttour führte sie vom 30. September bis 4. November 1902 650 km nach Süden zum Borchgrevink-Nunatak.
Als die Antarctic am 12. Februar 1903 sank und eine Heimkehr aus eigener Kraft unmöglich wurde, musste die Expedition ein zweites Mal überwintern und drohte, einen tragischen Ausgang zu nehmen. Das Ausbleiben der Antarctic führte dazu, dass Schweden, Frankreich und Argentinien Rettungsmissionen organisierten. Die argentinische Korvette Uruguay, die von Julián Irizar (1869–1935), Sobrals ehemaligem Kommandeur auf der Patria, befehligt wurde, erreichte Snow Hill Island Anfang November 1903 und brachte die Männer nach Buenos Aires, wo sie von einer Menschenmenge empfangen wurden.

### Ende der militärischen Laufbahn und Studium
Die Rückkehr Sobrals und die erfolgreich ausgeführte Rettungsmission der Uruguay lösten in Argentinien eine allgemeine Euphorie aus. In seinem schon 1904 erschienenen Erlebnisbericht Dos años entre los hielos 1901–1903 (deutsch Zwei Jahre im Eis 2901–1903) plädierte Sobral dafür, die antarktischen Gebiete südlich von Argentinien zu erforschen und in Besitz zu nehmen. In einem ersten Schritt erwarb die argentinische Regierung 1904 von der Schottischen Antarktisexpedition unter Leitung von William Speirs Bruce das meteorologische Observatorium auf der zu den Orkney-Inseln zählenden Laurie-Insel. Damit entstand die älteste permanent besetzte Station in der Antarktis, die heutige Orcadas-Station.
Noch in der Antarktis wurde Sobral am 17. Oktober 1903 zum Leutnant befördert. Im Februar 1904 wurde er auf das Schlachtschiff ARA Almirante Brown versetzt, im Oktober desselben Jahres auf den Kreuzer ARA Nueve de Julio. Sobral hatte in der Antarktis sein Interesse an den Naturwissenschaften entdeckt. Er belegte nun Kurse in Geologie, Petrologie und Hydrologie an der Universität Buenos Aires und verspürte – von Nordenskjöld darin bestärkt – den Wunsch, ein Studium in Schweden aufzunehmen. Als die argentinische Marine ihm dafür die Erlaubnis verweigerte, bat er um seine Entlassung, die ihm gewährt wurde. Er begann daraufhin 1905 ein Studium der Geologie an der Universität Uppsala und wurde 1913 mit der Dissertationsschrift Contribution to the geology of the Nordingrå region promoviert. Er war der erste Argentinier mit Universitätsabschluss und Promotion in dieser wissenschaftlichen Disziplin.
1906 heiratete Sobral Elna Wilhelmina Klingström. Das Paar hatte später neun Kinder, zwei Töchter und sieben Söhne.

### Rückkehr nach Argentinien
1914 kehrte Sobral nach Argentinien zurück und nahm seine Arbeit bei der Dirección General de Minas, Geología e Hidrología de la Nación auf, die von europäischen Geologen wie Walther Penck und Hans Keidel dominiert war. Ihr Direktor Enrique Hermitte verfolgte den ehrgeizigen Plan, geologisch-wirtschaftliche Karten des gesamten argentinischen Territoriums zu erstellen. Sobral wurde mit Feldarbeit in den Provinzen Misiones, La Rioja, Catamarca und Mendoza betraut. 1922 löste er Hermitte als Direktor ab. Nach dem Militärputsch José Félix Uriburus wurde Sobral als „Beamter der radikalen Regierung“ entlassen.
Nach einigen Monaten als Konsul in Oslo begann Sobral 1932 für die argentinische Ölgesellschaft Yacimientos Petrolíferos Fiscales zu arbeiten. Bis zum November 1934 erkundete er Erdölvorkommen in Westargentinien, besonders in den Becken des Río Ñirihuau in der Provinz Río Negro und des Río Neuquén im Süden der Provinzen Mendoza und La Pampa. 1935 ging er in den Ruhestand. In den folgenden Jahren untermauerte er auf Konferenzen und in mehreren Publikationen das Recht Argentiniens auf den Besitz eines Teils der Antarktis. Dazu führte er geologisch-geographische und historische Gründe an, etwa die seit 1904 andauernde personelle Präsenz des Landes in der Antarktis.
José María Sobral starb 1961 an seinem 81. Geburtstag in Buenos Aires.

## Ehrungen

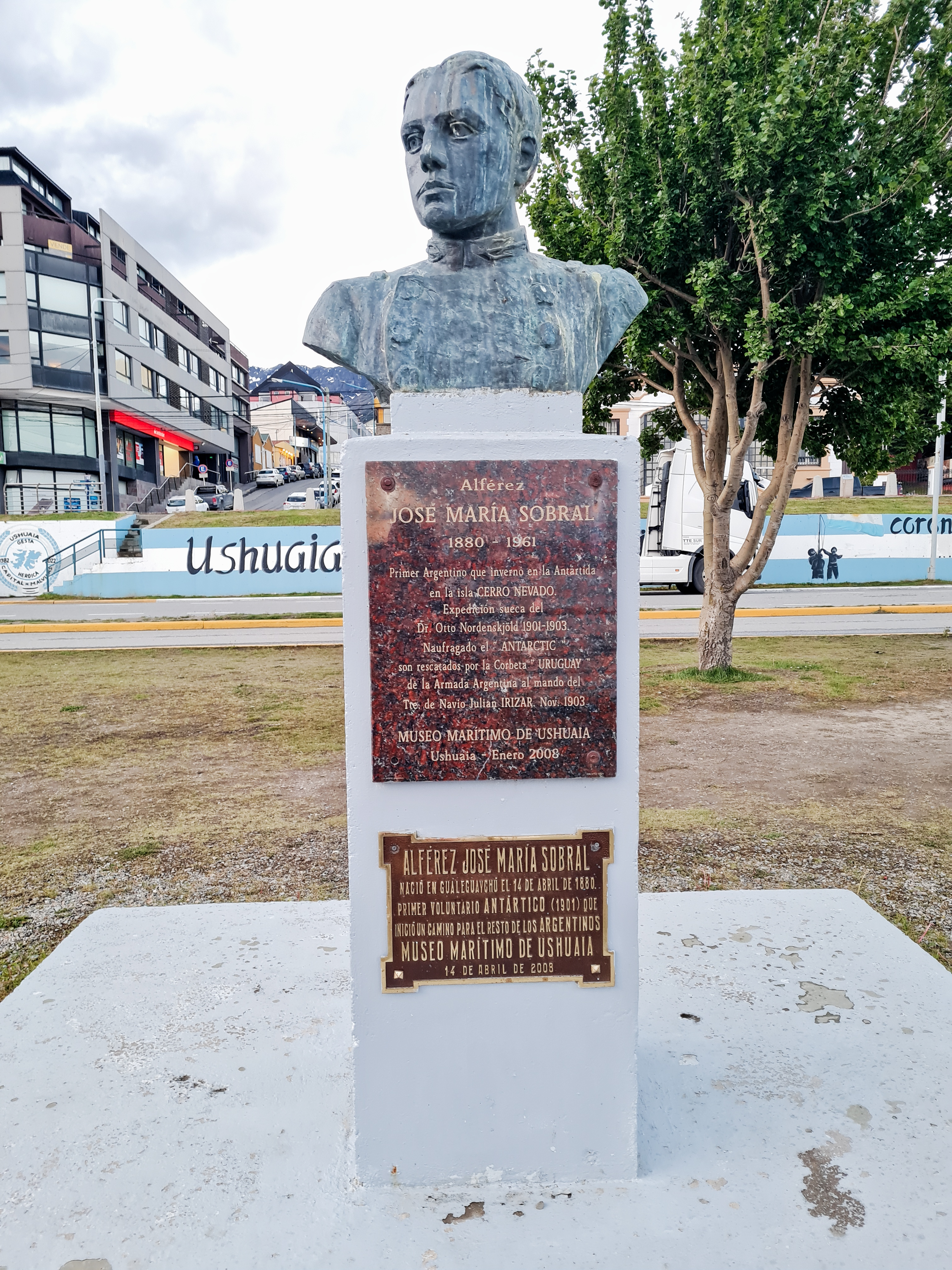
Denkmal für den argentinischen Polarforscher José í Sobral in Ushuaia

José María Sobral war Ritter des schwedischen Schwertordens und des Nordstern-Ordens. Die American Geographical Society verlieh ihm 1930 die David Livingstone Centenary Medal. Die Königliche Wissenschafts- und Literaturgesellschaft in Göteborg wählte ihn 1926 zum auswärtigen Mitglied.
In der Antarktis sind zwei geographische Objekte an der Nordenskjöld-Küste Grahamlands nach ihm benannt, die Sobral-Halbinsel und das Kap Sobral an ihrem südlichen Ende. Eine von 1965 bis 1968 betriebene argentinische Station auf dem Filchner-Schelfeis trug den Namen „base de avanzada científica de ejército Alférez de Navío Sobral“ oder kurz „base Sobral“. In Ushuaia wurde ihm ein Denkmal errichtet.
John Gotthard Palmgren benannte ein Mineral seinem Lehrer zu Ehren Sobralit. Später stellte sich heraus, dass es bereits vier Jahre zuvor den Namen Pyroxmangit erhalten hatte.
2011 wurde ein ausgestorbener Säuger der Ordnung Astrapotheria nach José María Sobral Antarctodon sobrali benannt.
Die ARA Alférez Sobral war ein Hochseeschlepper der argentinischen Marine.

## Schriften (Auswahl)
- Dos años entre los hielos 1901–1903. Tragant, Buenos Aires 1904 (spanisch, archive.org).
- Contribution to the geology of the Nordingrå region. Dissertation, Universitat Uppsala, 1913 (englisch).
- Estudio petrográfico de algunas rocas argentinas. Talleres gráficos del Ministerio de agricultura de la nación, Buenos Aires 1918 (spanisch)
- Problemas hidrográficos en los Andes Australes. Tixi & Schaffner, Buenos Aires 1921 (spanisch).
- Optische Untersuchung der neuen Pyroxenart Sobralit. In: Bulletin of the Geological Institution of the University of Upsala. Band 18, 1921, S. 47–56.
- Epitome geológico de la Antártida Occidental. In: Revista Argentina Austral. Band 208, 1948, S. 28–33 (spanisch).
- El continente antártico y su exploración científica. In: Anales del Instituto Popular de Conferencias. Band 5, 1950, S. 68–104 (spanisch).